# Celebrity Solstice
Celebrity Solstice (ang. Przesilenie Gwiazd) - pierwszy z planowanych pięciu wycieczkowców klasy Solstice ("Celebrity Equinox", "Celebrity Eclipse", "Celebrity Silhouette" i "Celebrity Reflection"), należący do Celebrity Cruises. Był największym promem wybudowanym w Niemczech ("Celebrity Eclipse" jest większy).
Statek został zwodowany 10 sierpnia 2008 w stoczni Meyer Werft w Papenburgu, którą opuścił 28 września. 3 listopada przybył do Fort Lauderdale na Florydzie. 14 listopada w porcie Everglades odbyła się ceremonia nadania imienia. Do służby wszedł 23 listopada.
Prom ma 19 pokładów, oferuje m.in. teatr, restauracje, bary, kluby oraz prawdziwy trawnik (The Lawn Club).